# Верджерио, Пьетро Паоло
Пьетро Паоло Верджерио (итал. Pietro Paolo Vergerio; 1498, Копер, Венецианская республика — 4 октября 1565, Тюбинген) — деятель итальянской Реформации.

## Биография
Одно время занимал высокое положение в католической иерархии, изучал каноническое право, был епископом Каподистрии и папским легатом. В 1535 году он был командирован в Виттенберг для переговоров об экуменическом совете церквей и был чрезвычайно впечатлён личностью Лютера. Вернувшись в Италию, Верджерио навестил Франческо Спиеру, который пребывал в состоянии острого духовного конфликта по причине отречения от протестантской веры из страха перед инквизицией. Смерть Спиеры потрясла Верджерио. К 1548 году он для себя принял решение об истинности евангелической веры и на следующий год уехал в Швейцарию, где стал пастором общины итальянских лютеран, а также советником герцога Кристофа Вюртембергского. В доктринальном отношении он был подлинным лютеранином и оказал большое влияние на развитие религиозной жизни.
Многочисленные труды Верджерио в основном содержат полемику против римской иерархии. Он изобличал скандальную хронику папства, в том числе имевшую широкое хождение в то время историю о папессе Иоанне.